# Heligmonevra pygmaea
Heligmonevra pygmaea är en tvåvingeart som beskrevs av H. Oldroyd 1972. Heligmonevra pygmaea ingår i släktet Heligmonevra och familjen rovflugor. Inga underarter finns listade i Catalogue of Life.